# Вуко Торовић
Вуко Торовић (Рогаче, код Невесиња, 1926 — Плужине, код Невесиња, 1. мај 1943), учесник Народноослободилачке борбе и народни херој Југославије.

## Биографија
Рођен је 1926. године у селу Рогаче, код Невесиња. Потицао је из сиромашне сељачке породице, па је након основне школе остао у селу и бавио се земљорадњом.
Јуна 1941. године, када је избио устанак у Херцеговини, заједно са двојицом страије браће и сестром ступио је у устаничку чету под командом Дукице Граховца. Имао је тада свега 15 година и био је најмлађи борац у чети. Током овог устанка истакао се приликом заузимања усташке жандармеријске станице у Лукавцу, 24. јуна 1941. године, као и у борбама вођеним у Трусини.
Када су устаници, јуна 1941. године опколили Невесиње, непријатељска колона камиона је пошла из Мостара у помоћ опкољеном гарнизону. Вуко је тада био међу борцима, која је упала у колону и успела да је заустави. У овој акцији погинула су двојица Вукова старија брата и сестра. Касније је ступио у Први партизански батаљон „Невесињска пушка”. Иако је био премлад за исцрпљујуће ратне напоре, никада није одустајао од борбе. Обављао је у почетку углавном курирске задатке.
Када су се у лето 1942. године, партизанске снаге пред надмоћнијим италијанско-четничким снагама морале повући из Херцеговине, Вуко је био међу одабраним херцеговачким борцима, који су на Зеленгори ступили у тада формирани Херцеговачки партизански одред. Недуго потом 10. августа 1942. године постао је борац тада формиране Десете херцеговачке ударне бригаде.
Јануара 1943. године, приликом напада на Жепче, био је командир вода у Другом батаљону. Тада се на челу свог вода пробио до железничке станице и ту норганизовао напад на оклопни воз из кога је посада пружала јак отпор. Вуко је своје борце повео на јуриш и успели су да разоружају посаду. Приликом напада на Прозор, 17. фебруара 1943. године, Вуко је био међу првим борцима који су продрли у град и унели пометњу у непријатељске редове.
Као веома искусан борац, Вуко је био постављен за командира Треће чете у Четвртом батаљону. Априла 1943. године учествовао је у нападу на четничко утврђење на путу Мостар—Невесиње. Вуко је тада повео један вод кроз шумицу и привукао се непријатељском положају. Четници су потом отворили ватру и почела је оштра борба. После извесног времена четницима је стигло појачање, које је успело да се партизанима забаци из леђа и опколи Вукову чету. Тада је отпочела огорчена борба. Вуко је са једним водом успео да се пробије из окружења, а потом је помогао извлачење опкољених бораца.
Погинуо је 1. маја 1943. године у борби са италијанско-четничким снагама код села Плужине, код Невесиње. Тада су делови 55. пука италијанске дивзије „Марке” и четничке Невесињске бригаде одбацили заштитне делове Десете херцеговачке бригаде према Улогу и заузели село Плужине. Вуко је страдао од авионског напада док је пуцао из митраљеза.
Указом Президијума Народне скупштине Федеративне Народне Републике Југославије, 20. децембра 1951. године, проглашен је за народног хероја.